# Algemene Vereniging van Beroepsjournalisten in België
De Algemene Vereniging van Beroepsjournalisten in België (AVBB), in het Frans Association générale des Journalistes Professionnels de Belgique (AGJPB), is een Belgische vakorganisatie van beroepsjournalisten.

## Historiek
De organisatie ontstond in 1978 uit de fusie van de Algemene Belgische Persbond (ABP) en de Beroepsvereniging van de Belgische Pers (BBP). Eerste voorzitter was Francis Unwin. In 1998 werd in de schoot van de organisatie, naar analogie met de federale structuur van België, de Nederlandstalige Vlaamse Vereniging van Journalisten (VVJ) en de Franstalige Association des journalistes professionels (AJP) opgericht. De AVBB bleef bestaan als koepelorganisatie. In februari 2016 kwam het tot een fusie tussen de AVBB en de Vereniging van Journalisten van de Periodieke Pers (VJPP).

## Beschrijving
De vereniging staat open voor alle journalisten die in België beroepshalve als journalist actief zijn in de audiovisuele sector of in de kranten, week- of maandbladen die zich richten tot het grote publiek.

## Structuur

### Bestuur
Sinds de oprichting van de VVJ en de AJP fungeren de voorzitters van deze organisaties als co-voorzitter van de AVBB. Momenteel zijn dit Kris Van Haver (VVJ) en François Ryckmans (AJP).
| Tijdspanne  | Voorzitter        |
| ----------- | ----------------- |
| 1978 - 1984 | Francis Unwin     |
| 1984 - 1987 | Mia Doornaert     |
| 1987 - 1991 | Marcel Bauwers    |
| 1991 - 1995 | Piet De Busschere |
| 1995 - 1998 | Philippe Leruth   |

### Nevenorganisaties
- Het Instituut voor Journalistiek